# Pablo Magallanes
Pablo Magallanes (17 de diciembre de 1978) es un actor mexicano conocido por sus apariciones en diferentes capítulos de La rosa de Guadalupe y Mujer, casos de la vida real.

## Biografía
Juan Pablo Magallanes Moreno nació en Ciudad Obregón, Sonora, México. Estudió arquitectura pero su pasión era la actuación, se graduó en la exclusiva escuela de actuación de Televisa Centro de Educación Artística (CEA) y su primer trabajo fue en la telenovela Mujeres engañadas.
En 2001 participó en la telenevola El juego de la vida, y un año después interpretó a "Hugo Salcedo" en el melodrama Clase 406.
En 2003 tuvo una participación especial en Velo de novia y en 2004 participó en Mujer de madera.
Participó en la telenovela En nombre del amor interpretando a 'Aarón Eugenio Cortázar' en 2008, y un año más tarde tuvo algunos apariciones en la exitosa telenovela Hasta que el dinero nos separe al lado de Pedro Fernández y Itatí Cantoral.
En 2011 Emilio Larrosa lo invitó para formar parte en el elenco de la telenovela Dos hogares, en el papel de Óscar Lagos.

## Filmografía
- 1999: Mujeres engañadas
- 2001: El juego de la vida como Hugo Salcedo (cameo).
- 2002: Clase 406 como Hugo Salcedo.
- 2003: Velo de novia como Raúl.
- 2003-2005: Mujer, casos de la vida real en varios papeles.
- 2004: Amarte es mi pecado como David Soto.
- 2004: Mujer de madera como Valentín Calderón.
- 2005: Sueños y caramelos como Romeo.
- 2008: La rosa de Guadalupe como Iván (Capítulo: "Aliviánate").
- 2008-2009: En nombre del amor como Aarón Eugenio Cortázar.
- 2009: Hasta que el dinero nos separe como Sergio.
- 2011: El equipo como Javier Macedo.
- 2011: Dos hogares como Óscar Lagos Urbina.